# Лесев, Вадим Николаевич
Вадим Николаевич Лесев (род. 1977, Нальчик, Кабардино-Балкарская АССР) — российский учёный, кандидат физико-математических наук, доцент Кабардино-Балкарского государственного университета имени Х. М. Бербекова. 
3 декабря 2019 года был избран ректором КБГУ. 6 декабря сотрудники КБГУ выступили с требованием о проведении перевыборов. 17 марта 2020 года издан приказ Минобрнауки РФ о проведении выборов ректора КБГУ.  

## Биография
- 1999 — окончил Кабардино-Балкарский государственный университет, математический факультет с красным дипломом по специальности «Математика»
- 2002 — окончил аспирантуру КБГУ по специальности 01.01.02 — «Дифференциальные уравнения».
- 2007 — доцент кафедры теории функций и функционального анализа
- — первый проректор КБГУ по учебной работе.

## Научная деятельность
Область научных интересов включает краевые задачи для дифференциальных уравнений и их приложения. Автор более 120 научных и учебно-методических работ.